# هوهبيرغورن
هوهبيرغورن (بالإنجليزية: Hohberghorn)‏ هو أحد جبال سلسلة جبال الألب بينيني وجزء من القمة الأم يقع في كانتون فاليز، سويسرا. يبلغ ارتفاع الجبل حوالي 4219 متر، بينما يبلغ ارتفاع نتوء الجبل 75 متر، وقد سجل أول وصول لقمة الجبل عام 1869.